# Sredi serykh kamnej
Sredi serykh kamnej (russisk: Среди серых камней) er en sovjetisk spillefilm fra 1983 af Kira Muratova.

## Medvirkende
- Igor Sjarapov som Vasja
- Oksana Sjlapak som Marusja
- Stanislav Govorukhin
- Roman Levtjenko som Valjok
- Sergej Popov som Valentin